# 45-мм протитанкова гармата зразка 1932 року (19-К)
45-мм протитанкова гармата зразка 1932 року (заводський індекс: 19-К; індекс ГАУ: 52-П-243А) — радянська напівавтоматична протитанкова гармата калібру 45 мм. Також відома як «сорокап'ятка».

## Історія створення
Наприкінці 1931 року конструктори заводу № 8 імені Калініна встановили в кожух 37-мм протитанкової гармати зразка 1930 року, побудованої за купленою у німецької фірми «Райнметалл» документацією, новий ствол калібру 45 мм і злегка зміцнили лафет.
Ця система була використана в березні 1932 року під назвою «45-мм протитанкова гармата зразка 1932 року», на заводі гармата отримала індекс 19-К. Потім конструктори заводу № 8 перепроєктували протитанкову гармату 19-К для встановлення її в танк, що отримала назву «45-мм танкова гармата зразка 1932 року» і заводський індекс 20-К.
Спеціально для налагодження 19-К на заводі № 8 було створено «шарашку» — Спеціальне конструкторське бюро ОГПУ. 1933 року на заводі № 8 за кресленнями СКБ ОГПУ було виготовлено модернізовану гармату 19-К. Ця гармата отримала назву «45-мм протитанкова гармата зразка 1933 року», але ця назва не прижилася. Порівняно зі зразком 1932 року в модернізованій гарматі потовщені щоки казенника, подовжений кожух, змінений клин затвора. Основною ж зміною було введення напівавтоматики інерційного типу, що працювала за допомогою інерції відкоту, замість колишньої напівавтоматики механічного типу, що працювала за рахунок енергії відкоту[що?]. Гармата зразка 1932 року була фактично чвертьавтоматичною — автоматично тільки зачинявся затвор після заряджання патрона. Крім того, змінено пристрій компресора. Вага гармати в бойовому становищі склала 414 кілограмів.
Після заводських випробувань дослідний зразок 45-мм гармати зразка 1933 прибув 26 грудня 1933 на НДАП, де пройшов полігонні випробування в обсязі 1046 пострілів і 500 км пробігу.
При стрільбі бронебійними снарядами напівавтоматика працювала задовільно, без урахування відмов через якість гільз. Але при стрільбі осколковим снарядом креслення №2116 вагою 2,15 кг із початковою швидкістю 335 м/с і тиском у каналі 900—1000 кг/см² напівавтоматика не працювала, оскільки було недостатньо енергії відкоту для зведення пружин напівавтоматики. Довжина відкоту при цьому снаряді склала менше за 690 мм. Таким чином, для осколкових снарядів 45-мм гармата зразка 1933 залишалася чвертьавтоматичною.
Колеса гармати, як і раніше, залишалися дерев'яними, що створювало великі складності при експлуатації. Так, максимальна швидкість руху по каменю становила 10—15 км/год, на полігонних випробуваннях часто лопалися спиці коліс. Проте за висновком комісії 45-мм гармата полігонні випробування витримала і була запущена у виробництво, щоправда, під старою назвою «зразка 1932 року».

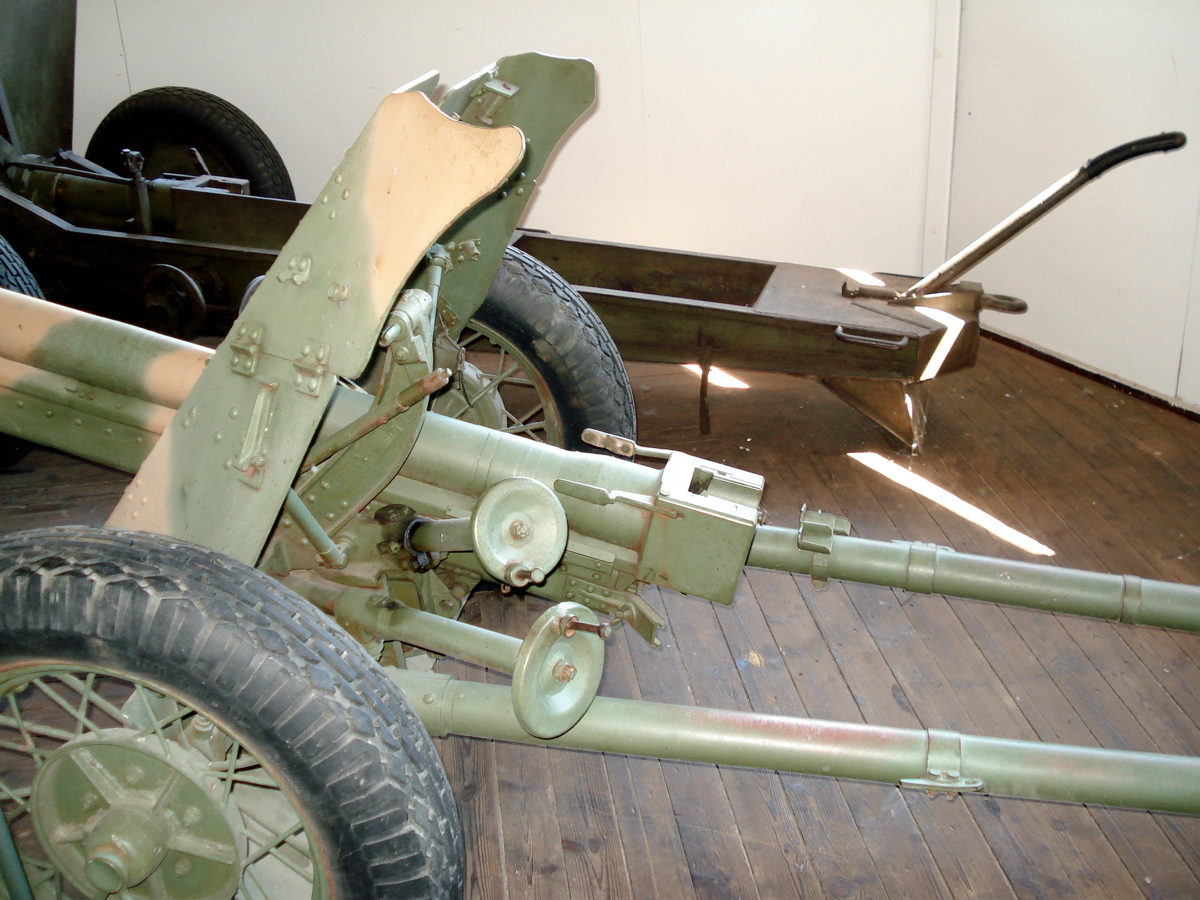
Вид збоку

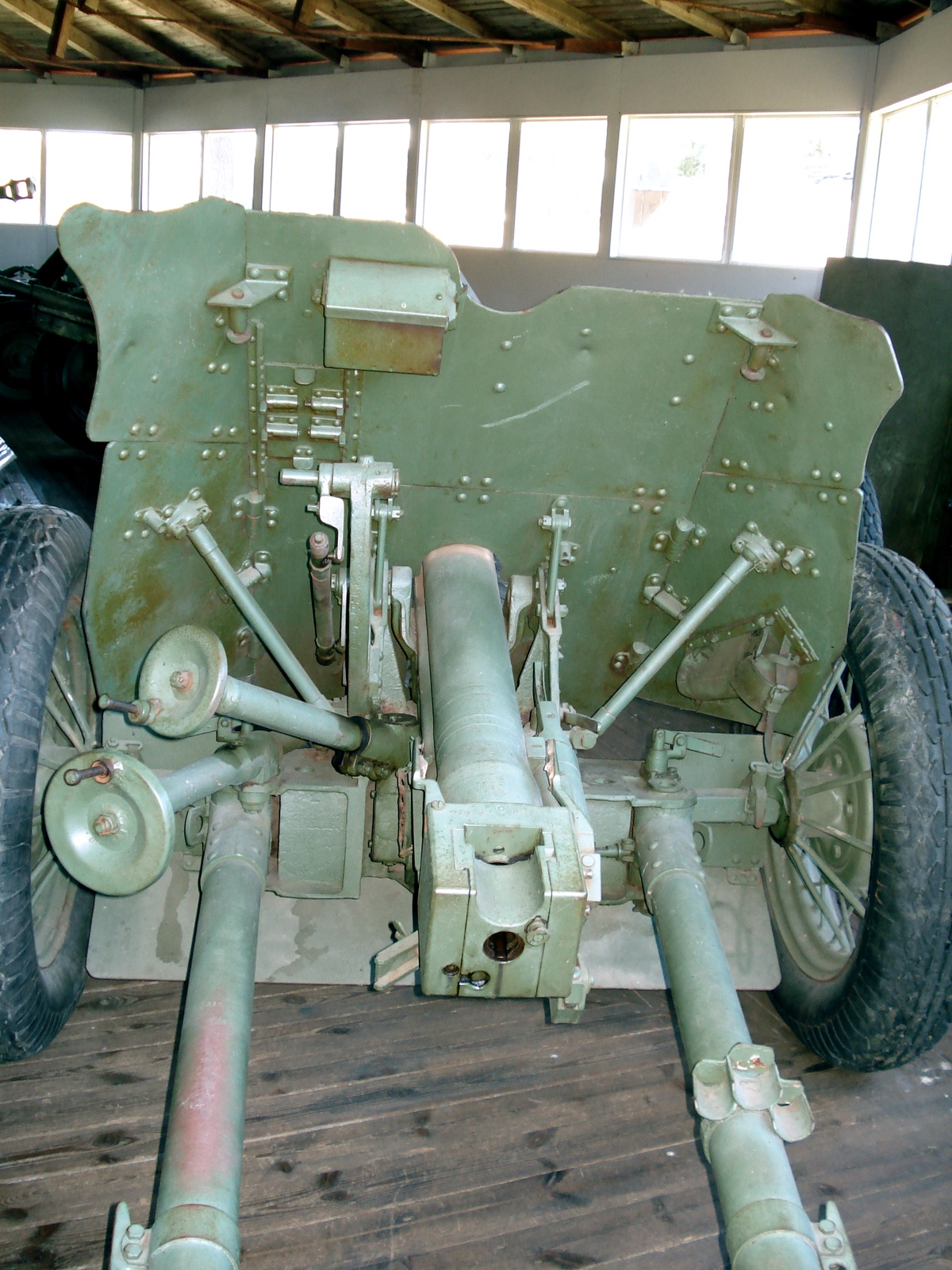
Вона ж, вид ззаду

У 1934 році було проведено нову модернізацію гармати, і гармата знову отримала нову назву «45-мм протитанкова гармата зразка 1934 року», яка також не прижилася. Модернізація гармати полягала у заміні дерев'яних коліс на колеса від автомобіля ГАЗ-А на пневматичних шинах та зміні поворотного механізму. Вага системи у бойовому становищі становила 425 кг.
У січні — квітні 1936 року гармата зразка 1934 року пройшла полігонні випробування на НДАПі 170 пострілами та 300 кілометрами пробігу. За даними комісії, гармата випробування витримала.
7 листопада 1936 року прийнято Постанову РТО про переведення гармати з дерев'яних коліс на металеві колеса із губчастим каучуком від автомобіля ГАЗ-А. На початку 1937 року гармата на металевих колесах пішли у серійне виробництво.
22 квітня 1934 року в Артилерійському управлінні РСЧА було розглянуто пропозицію Шпитального про перероблення 45-мм гармати зразка 1932 року в автоматичну. Згідно з проєктом ОКБ-15 вводився новий ствол, новий затвор та магазин на 6 набоїв. АУ погодилося з пропозицією Шпитального, видало замовлення на виготовлення дослідного зразка до осені 1934 року. Досвідчений зразок 45-мм автоматичної гармати був виготовлений та випробуваний, але на озброєння не прийнятий. Введення повної автоматики для було недоцільне через зменшення надійності гармати та збільшення її ваги в порівнянні з напівавтоматичною гарматою.
Усього гармат 19-К у 1932—1938 роках було випущено близько 7900.
| 1932 | 1933 | 1934-1936 | 1937 | 1938    | Всього |
| ---- | ---- | --------- | ---- | ------- | ------ |
| 6    | 60   | 2908      | 1780 | ± 3100* | ± 7900 |

Станом на 1 січня 1941 року на балансі ГАУ перебували 7682 гармати, з яких 953 вимагали середнього ремонту, 100 капітального та 29 підлягали списанню.
На 22 червня 1941 в РСЧА було 7653 гармати з приблизно 7900 випущених. Інші було передано НКВС і НКВМФ, передано на експорт і втрачено в бойових діях.

## Номенклатура боєприпасів
- Номенклатура боєприпасів:
  - бронебійний 53-Б-240
  - бронебійно-трасуючий 53-БР-240
  - бронебійно-трасуючий 53-БР-240СП (суцільний)
  - бронебійно-трасуючий підкаліберний 53-БР-240П
  - осколковий 53-О-240 (сталевий)
  - осколковий 53-О-240А (сталистого чавуну)
  - картеч 53-Щ-240
  - димовий 53-Д-240

## Проєкти на базі 19-К
На основі гармати були розроблені:
- 45-мм протитанкова гармата зразка 1937 року (53-К)
- 45-мм протитанкова гармата зразка 1942 року (М-42)
- 45-мм танкова гармата зразка 1932/38 років (20-К).